# Just Duet - O Dueto Perfeito
Just Duet - O Dueto Perfeito foi uma adaptação portuguesa do talent show emitido originalmente pelo canal NET. na Indonésia. Foi produzido pela FremantleMedia e foi emitido na SIC todos os domingos. O vencedor terá a oportunidade de criar um álbum com um dos jurados do programa. As gravações começaram a 26 de março de 2017. O programa estreou a 9 de abril de 2017 e contou com 13 episódios, tendo terminado dia 9 de julho de 2017, com a grande vencedora Beatriz Torres que mostrou todo o seu enorme talento ao lado de Gisela João. 

## Mecânica do programa
As cinco e únicas etapas do programa são as Audições, Duetos, Escolha do Júri, Semifinais e Final que promete eleger os melhores talentos de Portugal.
Na fase de apuramento, 90 candidatos sobem ao palco do Just Duet – O Duelo Perfeito onde atuam a solo em frente aos quatro jurados. O concorrente passa à etapa seguinte se conquistar, no mínimo, três «corações» do júri. Posteriormente, já na segunda etapa, os candidatos são agrupados em duetos e têm apenas 24 horas para preparar uma atuação. Aqui, os jurados passam ou eliminam o dueto como um todo.
Conhecidos os concorrentes, cabe depois a cada elemento do júri formar cinco duetos e escolher o tema que têm de interpretar na prova seguinte. Os candidatos voltam a pisar o palco e o respetivo jurado seleciona apenas um de cada dueto que passa assim às semifinais do concurso televisivo.
É nas semifinais que os jurados sobem ao palco, em dueto, com os respetivos aprendizes. Passa à grande final apenas um finalista de cada jurado, que é eleito pelo restante júri e plateia. No último programa, os concorrentes voltam a atuar com os “mentores” e interpretam dois temas. Os telespectadores votam, em exclusivo, para eleger o vencedor do Just Duet – O Duelo Perfeito. 

### Aplicação
Os espetadores participam da mesma maneira tendo uma aplicação onde são apresentados os mesmos candidatos. Para votarem no candidato, basta carregarem num dos corações. Para participar, basta criar um nickname e autorizar a sincronização com o microfone de telemóvel e assim começar a jogar. As perguntas são ouvidas no programa e quantos mais rápido for escolhida a resposta, mais pontos são acumulados e assim ser visível no ranking do programa. A aplicação pode ser descarregada para Android na Google Play e para iOS na App Store.
O programa comporta cerca de 5 fases:

### Fases
1.ª fase - Audições
Cerca de 90 candidatos atuam a solo em frente aos quatro jurados, tendo por objectivo impressioná-los com o seu talento. Os quatro jurados ouvem, avaliam e votam com o “coração”. Se o concorrente tiver mais de 3 corações passa à fase seguinte.
2.ª fase - Duetos
Os candidatos são agrupados em duetos e têm apenas 24 horas para preparar a sua atuação. Os jurados votam, e passam ou eliminam o dueto como um todo. Os candidatos aprovados são atribuídos, aos respetivos jurados - 10 candidatos por jurado.
3.ª fase - Escolha do júri
Depois de conhecerem os seus candidatos, cabe a cada jurado formar 5 duetos e escolher o tema que têm de interpretar na prova seguinte. Os candidatos sobem ao palco e o respetivo jurado seleciona apenas um de cada dueto para passar à próxima fase.
4.ª fase - Semifinais
Os jurados sobem ao palco, em dueto, com os respectivos candidatos.
No final do programa, os restantes elementos do júri e o público português votam e eliminam um dos candidatos de cada jurado.
5.ª fase - Final
Os jurados atuam com o seu finalista, depois de interpretarem dois temas, o público em casa vota e é eleito O Dueto Perfeito!

## Jurados, apresentador e vencedora

### Jurados
Entre 24 de março de 2017, são revelados os dois primeiros jurados, sendo eles, o pai e filho, Paulo de Carvalho e Agir. A 27 de março de 2017, Gisela João e Héber Marques são confirmados como os dois jurados restantes, completando assim o quarteto:
- Paulo de Carvalho: Filho de Aureliano Bragança da Costa, começou como baterista. Em 1963 foi um dos fundadores dos Sheiks. O sucesso da carreira da banda, a que chamaram «os Beatles portugueses», pôs-lhe fim às veleidades futebolísticas nos juniores do Benfica.

- Héber Marques: Cantor e compositor português, filho de um casal de imigrantes angolanos, nasceu em Cascais. Aos 15 anos de idade estudou o seu primeiro instrumento musical, a bateria, e ao mesmo tempo desenvolveu curiosidade pela guitarra. Para além de artista, Héber é também professor de música.[8]
- Gisela João: Fadista portuguesa, começou a interessar-se pelo Fado com oito anos. Aos 16/17 anos de idade foi cantar para a “Adega Lusitana”, em Barcelos. Em 2000 mudou-se para o Porto para estudar Design, onde rapidamente começou a cantar em mais uma casa de Fado. Viveu durante seis anos no Porto para, finalmente, o canto impor a sua vontade e a levar para Lisboa.
- Agir: Filho de Paulo de Carvalho, começou a carreira musical aos 12 anos, cantando, tocando, compondo e produzindo as suas próprias músicas, que disponibilizava gratuitamente na internet.

### Apresentadores
João Manzarra é o apresentador do programa. Iniciou-se nas lides televisivas no CC na SIC Radical, mas depressa mostrou que tinha muito mais para dar.

### Vencedora
Beatriz Torres foi a grande vencedora do programa. Esta cantou ao lado da fadista Gisela João, sua mentora. Com 18 anos, este foi o primeiro talent show em que participou, mostrando o seu grande talento a Portugal, surpreendendo todos com a sua voz.
Desde pequena que mantém grande contacto com a música, sabendo, além de cantar, tocar instrumentos como piano e guitarra.
Participou em vários concursos locais da sua cidade, mas foi realmente no Just Duet que conseguiu concretizar o seu sonho.
Como prémio, Beatriz irá gravar um single com a fadista Gisela João e ainda um albúm editado com os Estúdios Valentim de Carvalho.

## Sumário das Edições
| Edição | Ano  | O Dueto        | O Dueto     | Apresentação  | Jurados           | Jurados       | Jurados     | Jurados |
| Edição | Ano  | Concorrente    | Jurado      | Apresentação  | Jurados           | Jurados       | Jurados     | Jurados |
| ------ | ---- | -------------- | ----------- | ------------- | ----------------- | ------------- | ----------- | ------- |
| 1      | 2017 | Beatriz Torres | Gisela João | João Manzarra | Paulo de Carvalho | Héber Marques | Gisela João | Agir    |

## Audições preliminares
As audições preliminares decorreram no dia 11 de março de 2017 no Pavilhão de Portugal no Parque das Nações em Lisboa, dia 19 de março de 2017 na Alfândega do Porto e dia 22 de março de 2017 na Casa do Artista em Carnide, Lisboa.

### Características
Guarda roupa:
- Os candidatos deverão levar a roupa específica de atuação logo vestida e mais 2 alternativas (num saco), para o caso de ser necessário fazer-se alterações.
- Os candidatos deverão ir vestidos como se fossem fazer uma atuação em palco.

Cabelos e maquilhagem:
- Os candidatos deverão ir arranjados para uma atuação como se estivessem a atuar em palco.

Músicas:
- Os candidatos terão que levar 3 músicas preparadas para atuar na audição e o instrumental de cada uma delas em formato CD ou em pen.
- Os candidatos podem também fazer-se acompanhar de instrumentos musicais, mas pelo menos uma das canções deverá ser acompanhada de instrumental ou acapella.

## Concorrentes
| #  | Nome              | Idade | Localidade          | Eliminação |
| -- | ----------------- | ----- | ------------------- | ---------- |
| 1  | Bruno Almeida     | 18    | Braga               |            |
| 2  | Diogo Cruz        | 17    | Braga               |            |
| 3  | Clara Neto        | 20    | São João da Madeira |            |
| 4  | Lia Valente       | 17    | Viseu               |            |
| 5  | José Costa        | 19    | Oliveira de Azeméis |            |
| 6  | Fábio Costa       | 28    | Moita               |            |
| 7  | Marta Costa       | 17    | Moita               |            |
| 8  | Carla Sousa       | 34    |                     |            |
| 9  | Débora Oliveira   | 24    | Lisboa              |            |
| 10 | Carlos Gusmão     |       |                     |            |
| 11 | Rebeca Reinaldo   | 22    | Linda-a-Velha       |            |
| 12 | Patrícia Palhares | 20    | Braga               |            |
| 13 | Tatiana Oliveira  | 16    | Alhandra            |            |
| 14 | Martim Simões     | 33    | Lisboa              |            |
| 15 | Andresa Tavares   | 22    | Cacém               |            |
| 16 | Marta Velez       | 22    | Évora               | Audições   |
| 17 | Carolina Alves    | 18    | Santarém            |            |
| 18 | Rita Cabreira     | 24    | Massamá             |            |
| 19 | Acácio Gomes      | 50    | Alcobaça            |            |
| 20 | Mónica Raposeira  | 23    |                     | Audições   |

| #  | Nome             | Idade | Localidade             | Eliminação |
| -- | ---------------- | ----- | ---------------------- | ---------- |
| 21 | Dyana Silva      | 19    | Guimarães              |            |
| 22 | Tiago Aleixo     | 23    | Bragança               |            |
| 23 | David Gurita     | 25    | Loures                 |            |
| 24 | Ema Santos       | 17    | Albergaria-a-Velha     |            |
| 25 | Pedro Amado      | 41    | Leiria                 |            |
| 26 | Bruna Moreira    | 15    | Vila Nova de Gaia      | Duetos     |
| 27 | Adelaide Lagarto | 34    | Arcos de Valdevez      |            |
| 28 | Ivo Soares       | 21    | Lisboa                 |            |
| 29 | Alexandre Afonso | 24    |                        | Audições   |
| 30 | João Reza        | 40    |                        | Audições   |
| 31 | Filipa Moreira   | 17    | Penafiel               |            |
| 32 | Maria Pereira    | 16    | São Domingos de Rana   |            |
| 33 | Matilde Carvalho | 16    | Lisboa                 |            |
| 34 | Edna Oliveira    | 22    | Loulé                  | Duetos     |
| 35 | Joana Casimiro   | 24    | Sobral de Monte Agraço |            |
| 36 | Luís Pinto       | 19    |                        |            |
| 37 | Inês (?)         | 16    |                        | Duetos     |
| 38 | Sara Ribeiro     | 32    |                        |            |
| 39 | Daniela (?)      | (?)   |                        | Duetos     |
| 40 | Beatriz Torres   | 18    | Braga                  |            |
| 41 | Paloma (?)       | (?)   |                        |            |
| 42 | Dinis (?)        | (?)   |                        |            |

## Fases

### Audições (Solo)
| #       | #     | Nome              | Canção                                | Canção            | Votação                                                     | Votação                                                     | Votação                                                     | Votação                                                     | Ref.                                                        |
| #       | #     | Nome              | Nome                                  | Intérprete        | Votação                                                     | Votação                                                     | Votação                                                     | Votação                                                     | Ref.                                                        |
| #       | #     | Nome              | Nome                                  | Intérprete        | Paulo de Carvalho                                           | Héber Marques                                               | Gisela João                                                 | Agir                                                        | Ref.                                                        |
| ------- | ----- | ----------------- | ------------------------------------- | ----------------- | ----------------------------------------------------------- | ----------------------------------------------------------- | ----------------------------------------------------------- | ----------------------------------------------------------- | ----------------------------------------------------------- |
| 1       | 1     | Bruno Almeida     | Ghost Town                            | Adam Lambert      |                                                             |                                                             |                                                             |                                                             | [ 11 ]                                                      |
| 1       | 2     | Diogo Cruz        | Resumo                                | Diogo Cruz        |                                                             |                                                             |                                                             |                                                             | [ 11 ]                                                      |
| 1       | 3     | Clara Neto        | I Can't Make You Love Me              | Bon Iver          |                                                             |                                                             |                                                             |                                                             | [ 11 ]                                                      |
| 1       | 4     | Lia Valente       | Love On The Brain                     | Rihanna           |                                                             |                                                             |                                                             |                                                             | [ 11 ]                                                      |
| 1       | 5     | José Costa        | Fly Me To The Moon                    | Frank Sinatra     |                                                             |                                                             |                                                             |                                                             | [ 11 ]                                                      |
| 1       | 6     | Fábio Costa       | Virar A Página                        | Anjos             |                                                             |                                                             |                                                             |                                                             | [ 11 ]                                                      |
| 1       | 7     | Marta Costa       | A Lenda da Fonte                      | João Pedro        |                                                             |                                                             |                                                             |                                                             | [ 11 ]                                                      |
| 1       | 8     | Carla Sousa       | Mercy                                 | Shawn Mendes      |                                                             |                                                             |                                                             |                                                             | [ 11 ]                                                      |
| 1       | 9     | Débora Oliveira   | Nos Desenhos Animados                 | Os Azeitonas      |                                                             |                                                             |                                                             |                                                             | [ 11 ]                                                      |
| 1       | 10    | Carlos Gusmão     | My Way                                | Frank Sinatra     |                                                             |                                                             |                                                             |                                                             | [ 11 ]                                                      |
| 1       | 11    | Rebeca Reinaldo   | If I Ain't Got You                    | Alicia Keys       |                                                             |                                                             |                                                             |                                                             | [ 11 ]                                                      |
| 2       | 12    | Patrícia Palhares | Creep                                 | Radiohead         |                                                             |                                                             |                                                             |                                                             | [ 12 ]                                                      |
| 2       | 13    | Tatiana Oliveira  | One Night Only                        | Jennifer Hudson   |                                                             |                                                             |                                                             |                                                             | [ 12 ]                                                      |
| 2       | 14    | Martim Simões     | Thinking Out Loud                     | Ed Sheeran        |                                                             |                                                             |                                                             |                                                             | [ 12 ]                                                      |
| 2       | 15    | Andresa Tavares   | We Don't Have To Take Our Clothes Off | Ella Eyre         |                                                             |                                                             |                                                             |                                                             | [ 12 ]                                                      |
| 2       | 16    | Marta Velez       | Fallin'                               | Alicia Keys       |                                                             |                                                             |                                                             |                                                             | [ 12 ]                                                      |
| 2       | 17    | Carolina Alves    | When We Were Young                    | Adele             |                                                             |                                                             |                                                             |                                                             | [ 12 ]                                                      |
| 2       | 18    | Rita Cabreira     | Flashlight                            | Jessie J          |                                                             |                                                             |                                                             |                                                             | [ 12 ]                                                      |
| 2       | 19    | Acácio Gomes      | Não Queiras Saber de Mim              | Rui Veloso        |                                                             |                                                             |                                                             |                                                             | [ 12 ]                                                      |
| 2       | 20    | Mónica Raposeira  | Fado Toninho                          | Deolinda          |                                                             |                                                             |                                                             |                                                             | [ 12 ]                                                      |
| 2       | 21    | Diana Silva       | Figures                               | Jessie Reyz       |                                                             |                                                             |                                                             |                                                             | [ 12 ]                                                      |
| 2       | 22    | Tiago Aleixo      | Issues                                | Julia Michaels    |                                                             |                                                             |                                                             |                                                             | [ 12 ]                                                      |
| 2       | 23    | David Gurita      | Million Reasons                       | Lady Gaga         |                                                             |                                                             |                                                             |                                                             | [ 12 ]                                                      |
| 2       | 24    | Ema Santos        | Say You Won't Let Go                  | James Arthur      |                                                             |                                                             |                                                             |                                                             | [ 12 ]                                                      |
| 3       | 25    | Pedro Amado       | Is this Love                          | Bob Marley        |                                                             |                                                             |                                                             |                                                             | [ 13 ]                                                      |
| 3       | 26    | Bruna Moreira     | Lullaby of Birdland                   | Sarah Vaughan     |                                                             |                                                             |                                                             |                                                             | [ 13 ]                                                      |
| 3       | 27    | Adelaide Lagarto  | Busy of Me                            | Aurea             |                                                             |                                                             |                                                             |                                                             | [ 13 ]                                                      |
| 3       | 28    | Ivo Soares        | Love on the Brain                     | Rihanna           |                                                             |                                                             |                                                             |                                                             | [ 13 ]                                                      |
| 3       | 29    | Alexandre Afonso  | Pica dos 7                            | António Zambujo   |                                                             |                                                             |                                                             |                                                             | [ 13 ]                                                      |
| 3       | 30    | João Reza         | Let's Dance                           | David Bowie       |                                                             |                                                             |                                                             |                                                             | [ 13 ]                                                      |
| 3       | 31    | Filipa Moreira    | Caçador de Sóis                       | Ala dos Namorados |                                                             |                                                             |                                                             |                                                             | [ 13 ]                                                      |
| 3       | 32    | Maria Pereira     | Can't Help Falling In Love            | Elvis Presley     |                                                             |                                                             |                                                             |                                                             | [ 13 ]                                                      |
| 3       | 33    | Matilde Carvalho  | Rise Up                               | Andra Day         |                                                             |                                                             |                                                             |                                                             | [ 13 ]                                                      |
| 3       | 34    | Edna Oliveira     | All In My Head                        | Tori Kelly        |                                                             |                                                             |                                                             |                                                             | [ 13 ]                                                      |
| 3       | 35    | Joana Casimiro    | Flagrante                             | António Zambujo   |                                                             |                                                             |                                                             |                                                             | [ 13 ]                                                      |
| 3       | 36    | Beatriz Torres    | At Last                               | Etta James        |                                                             |                                                             |                                                             |                                                             | [ 13 ]                                                      |
| Legenda |       |                   |                                       |                   |                                                             |                                                             |                                                             |                                                             |                                                             |
| - Sim   | - Sim | - Sim             | - Não                                 | - Não             | - Inicialmente Não, mas alterado a pedido de um dos jurados | - Inicialmente Não, mas alterado a pedido de um dos jurados | - Inicialmente Não, mas alterado a pedido de um dos jurados | - Inicialmente Não, mas alterado a pedido de um dos jurados | - Inicialmente Não, mas alterado a pedido de um dos jurados |

### Duetos
| # | #  | Dueto             | Dueto            | Canção               | Canção                 | Votação           | Votação       | Votação     | Votação | Ref.   |
| # | #  | Dueto             | Dueto            | Nome                 | Intérprete             | Votação           | Votação       | Votação     | Votação | Ref.   |
| # | #  | Dueto             | Dueto            | Nome                 | Intérprete             | Paulo de Carvalho | Héber Marques | Gisela João | Agir    | Ref.   |
| # | #  | Nome              | Nome             | Nome                 | Intérprete             | Paulo de Carvalho | Héber Marques | Gisela João | Agir    | Ref.   |
| - | -- | ----------------- | ---------------- | -------------------- | ---------------------- | ----------------- | ------------- | ----------- | ------- | ------ |
| 4 | 1  | Maria Pereira     | Tiago Aleixo     | When I Was Your Man  | Bruno Mars             |                   |               |             |         | [ 14 ] |
| 4 | 2  | Rebeca Reinaldo   | Luís Pinto       | Chasing Cars         | Snow Patrol            |                   |               |             |         | [ 14 ] |
| 4 | 3  | Dyana Silva       | Débora Oliveira  | You've Got the Love  | Florence & The Machine |                   |               |             |         | [ 14 ] |
| 4 | 4  | Ivo Soares        | Martim Simões    | Uptown Funk          | Bruno Mars             |                   |               |             |         | [ 14 ] |
| 4 | 5  | Inês (?)          | Bruna Moreira    | Billie Jean          | Michael Jackson        |                   |               |             |         | [ 14 ] |
| 4 | 6  | Patrícia Palhares | Sara Ribeiro     | Everybody Hurts      | R.E.M                  |                   |               |             |         | [ 14 ] |
| 4 | 7  | Edna Oliveira     | Daniela (?)      | I Didn't Mean It     | Aurea                  |                   |               |             |         | [ 14 ] |
| 4 | 8  | Tatiana Oliveira  | Matilde Carvalho | I Didn't Mean It     | Aurea                  |                   |               |             |         | [ 14 ] |
| 4 | 9  | Rita Cabreira     | Beatriz Torres   | Human                | Rag'n'Bone Man         |                   |               |             |         | [ 14 ] |
| 4 | 10 | Bruno Almeida     | David Gurita     | One Way Or Another   | One Direction          |                   |               |             |         | [ 14 ] |
| 5 | 11 | Ema Santos        | Carolina Alves   | Bill Jean            | Michael Jackson        |                   |               |             |         |        |
| 5 | 12 | Joana Casimiro    | Paloma           | It's Oh So Quiet     | Björk                  |                   |               |             |         |        |
| 5 | 13 | Rita Cabreira     | Dinis            | Crazy in Love        | Beyoncé                |                   |               |             |         |        |
| 5 | 14 | Ana Alves         | Nina             | Set Fire To The Rain | Adele                  |                   |               |             |         |        |

## Audiências
O programa teve a pior estreia dos últimos anos, aos domingos à noite, na SIC. Na primeira emissão, Just Duet perdeu para os programas emitidos à mesma hora na TVI e RTP1, tendo sido acompanhado por 609 e 200 espectadores.
| Fases           | # | Data                | Rating (%)    | Share (%)     | Pico máximo   | Pico máximo   | Telespetadores (Média) | Ref.   | Gráfico |
| Fases           | # | Data                | Rating (%)    | Share (%)     | Rating (%)    | Share (%)     | Telespetadores (Média) | Ref.   | Gráfico |
| Fases           | # | Data                | LIVE + VOSDAL | LIVE + VOSDAL | LIVE + VOSDAL | LIVE + VOSDAL | Telespetadores (Média) | Ref.   | Gráfico |
| --------------- | --- | ------------------- | ------------- | ------------- | ------------- | ------------- | ---------------------- | ------ | --- |
| Audições        | 1 | 9 de abril de 2017  | 6,3%          | 12,8%         | —             | —             | 609 200                | [ 15 ] | Esta página contém um gráfico que utiliza a extensão <graph> . A extensão está temporariamente indisponível e será reativada quando possível. Para mais informações, consulte o ticket T334940 . |
| Audições        | 2 | 16 de abril de 2017 | 5,0%          | 11,2%         | —             | —             | 488 900                | [ 15 ] | Esta página contém um gráfico que utiliza a extensão <graph> . A extensão está temporariamente indisponível e será reativada quando possível. Para mais informações, consulte o ticket T334940 . |
| Audições        | 3 | 23 de abril de 2017 | 6,3%          | 14,3%         | —             | —             | 610 500                | [ 16 ] | Esta página contém um gráfico que utiliza a extensão <graph> . A extensão está temporariamente indisponível e será reativada quando possível. Para mais informações, consulte o ticket T334940 . |
| Duelos          | 4 | 30 de abril de 2017 | 6,5%          | 15,7%         | —             | —             | 631 900                | [ 17 ] | Esta página contém um gráfico que utiliza a extensão <graph> . A extensão está temporariamente indisponível e será reativada quando possível. Para mais informações, consulte o ticket T334940 . |
| Duelos          | 5 | 7 de maio de 2017   | 4,6%          | 10,8%         |               |               | 442 800                |        | Esta página contém um gráfico que utiliza a extensão <graph> . A extensão está temporariamente indisponível e será reativada quando possível. Para mais informações, consulte o ticket T334940 . |
| Duelos          | 6 | 14 de maio de 2017  | 4,5%          | 10,5%         |               |               | 427 500                |        | Esta página contém um gráfico que utiliza a extensão <graph> . A extensão está temporariamente indisponível e será reativada quando possível. Para mais informações, consulte o ticket T334940 . |
| Escolha do júri | 7 | 28 de maio de 2017  | 4,4%          | 9,4%          |               |               | 424 500                |        | Esta página contém um gráfico que utiliza a extensão <graph> . A extensão está temporariamente indisponível e será reativada quando possível. Para mais informações, consulte o ticket T334940 . |
| Escolha do júri | 8 | 4 de junho de 2017  | 5,6%          | 12,2%         |               |               | 541 500                |        | Esta página contém um gráfico que utiliza a extensão <graph> . A extensão está temporariamente indisponível e será reativada quando possível. Para mais informações, consulte o ticket T334940 . |
| Escolha do júri | 9 | 11 de junho de 2017 | 5,7%          | 13,4%         |               |               | 552 900                |        | Esta página contém um gráfico que utiliza a extensão <graph> . A extensão está temporariamente indisponível e será reativada quando possível. Para mais informações, consulte o ticket T334940 . |
| Semifinais      | 10 | 18 de junho de 2017 | 5,7%          | 14,7%         |               |               | 550 000                |        | Esta página contém um gráfico que utiliza a extensão <graph> . A extensão está temporariamente indisponível e será reativada quando possível. Para mais informações, consulte o ticket T334940 . |
| Semifinais      | 11 | 25 de junho de 2017 | 6,5%          | 16,2%         |               |               | 628 700                |        | Esta página contém um gráfico que utiliza a extensão <graph> . A extensão está temporariamente indisponível e será reativada quando possível. Para mais informações, consulte o ticket T334940 . |
| Semifinais      | 12 | 2 de julho de 2017  | 5,8%          | 15,2%         |               |               | 557 300                |        | Esta página contém um gráfico que utiliza a extensão <graph> . A extensão está temporariamente indisponível e será reativada quando possível. Para mais informações, consulte o ticket T334940 . |
| Final           | 13 | 9 de julho de 2017  | 6,5%          | 16,1%         |               |               | 630 800                |        | Esta página contém um gráfico que utiliza a extensão <graph> . A extensão está temporariamente indisponível e será reativada quando possível. Para mais informações, consulte o ticket T334940 . |
| Média           | Média | Média               | 5,7%          | 13,3%         |               |               | 546 000                |        | Esta página contém um gráfico que utiliza a extensão <graph> . A extensão está temporariamente indisponível e será reativada quando possível. Para mais informações, consulte o ticket T334940 . |
|                 | Esta página contém um gráfico que utiliza a extensão <graph>. A extensão está temporariamente indisponível e será reativada quando possível. Para mais informações, consulte o ticket T334940. |                     |               |               |               |               |                        |        | |

Legenda :
     Melhor resultado
     Pior resultado

## Versões internacionais
| País      | Nome      | Nome                  | Apresentador | Canal | Estreia            | Último programa    | Ref.   |
| País      | Original  | Tradução em português | Apresentador | Canal | Estreia            | Último programa    | Ref.   |
| --------- | --------- | --------------------- | ------------ | ----- | ------------------ | ------------------ | ------ |
| Indonésia | Just Duet | Apenas um dueto       | Kevin Julio  | NET.  | 2 de abril de 2016 | 22 de maio de 2016 | [ 18 ] |